# Henry M. Morris
Pour les articles homonymes, voir Henry Morris, Madison et Morris.
Henry Madison Morris (6 octobre 1918 – 25 février 2006) était un créationniste Jeune-Terre américain et un apologiste chrétien. 

## Biographie
Il était l'un des fondateurs de la « Creation Research Society » et de l' « Institute for Creation Research ». Il est considéré par beaucoup comme le père moderne de la « science créationniste ». Il a écrit de nombreux livres défendant ses positions religieuses. Il défendait ses convictions dans l'inerrance biblique en opposant les faits et les résultats scientifiques qu'il estimait être en contradiction avec eux, spécialement concernant les milliards d'années impliqués dans le processus évolutionniste, l'âge de la Terre, et l'âge de l'Univers. L'approche influence de Morris est adoptée par une large majorité de créationnistes modernes. Elle continue cependant d'être largement rejetée par la communauté scientifique, ainsi que par les créationnistes Vieille-Terre.